# 피지의 코로나19 범유행
다음은 피지의 코로나19 범유행 현황에 대한 설명이다.
2019~20년 코로나바이러스 대유행은 2020년 3월 19일 피지로 확산된 것으로 알려졌다. 비치레부섬과 바누아레부섬에서 2020년 4월 20일 현재 모두 18명이 확진됐다.

## 배경
세계보건기구(WHO)는 12일 2019년 12월 31일 처음 WHO의 주목을 받았던 중화인민공화국 후베이성 우한시의 한 집단에서 신종 코로나바이러스가 호흡기 질환의 원인임을 확인했다. 이 군단은 처음에 우한화난수산물도매시장과 연결되어 있었다. 그러나 실험실 확정 결과가 나온 그 첫 사례들 중 일부는 시장과 연관성이 없었고, 전염병의 근원은 알려져 있지 않다.
2003년 사스와 달리 COVID-19의 경우 치명률은 훨씬 낮았지만, 총 사망자 수가 상당할 정도로 감염 경로는 훨씬 더 컸다. COVID-19는 전형적으로 약 7일 정도의 독감과 유사한 증상을 보이며, 그 후 일부 사람들은 병원에 입원해야 하는 바이러스성 폐렴의 증상으로 발전한다. 3월 19일부터 COVID-19는 더 이상 "높은 결과 감염병"으로 분류되지 않았다.21년 4월 17일부터는 확진자가 기아급수적으로 증가하여 피지에도 코로나가 심각해지고 있는 상황이다.

## 연혁
2월 3일, 피지 정부는 국경 경비를 강화했다. 피지 여행 예정일로부터 14일 이내에 중국 본토에 체류한 외국인의 국경도 폐쇄되었다. 위생적인 환경을 유지하고 병든 승객을 선별하기 위한 조치들은 위험을 더욱 최소화하기 위해 비행 중에 계속 취해질 것이다.
2월 27일, 피지는 여행 금지를 연장하고 이탈리아, 이란, 한국의 대구와 청도 도시 여행자들의 입국이 거부될 것이라고 발표했다. 2월 28일부터 피지에 입항하는 모든 크루즈선은 승객들이 의료 및 여행 이력 검사를 받는 수바와 라우토카 항구에 1차 정박하도록 의무화되었다.
3월 15일, 초세이아 보렝게 므베이니마라마 총리는 3월 16일부터 피지의 어느 곳에서도 유람선의 출항이 금지될 것이며 국제 행사는 피지에서 허용되지 않을 것이라고 발표했다. 정부 장관들과 직원들은 해외 여행을 제한받을 것이다.

## 같이 보기
- 오세아니아의 코로나19 범유행